# Kilonova

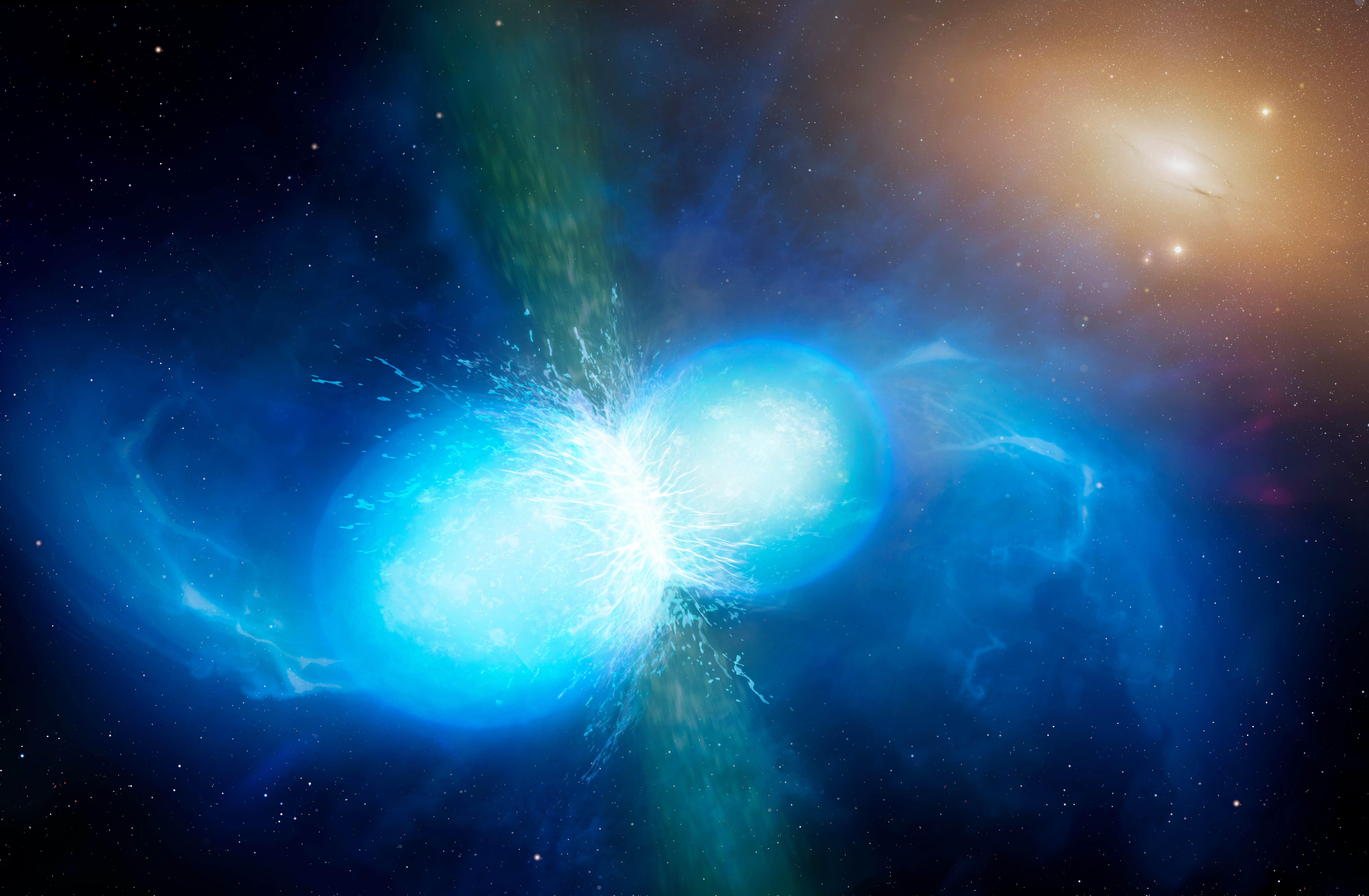
Vue d'artiste d'une kilonova.

Une kilonova, aussi nommée macronova ou supernova à processus r, est un phénomène astronomique qui se produit lors de la fusion de deux étoiles à neutrons ou d'une étoile à neutrons et d'un trou noir, dans un système binaire.
Un rayonnement électromagnétique intense est émis du fait de la désintégration d'ions lourds produits par processus r et éjectés de façon relativement isotrope pendant le processus de fusion — comme pour une brève supernova de faible luminosité.
Entre 2017 et 2021, la communauté scientifique a identifié environ 50 signaux qui seraient issus de kilonovae.

## Histoire

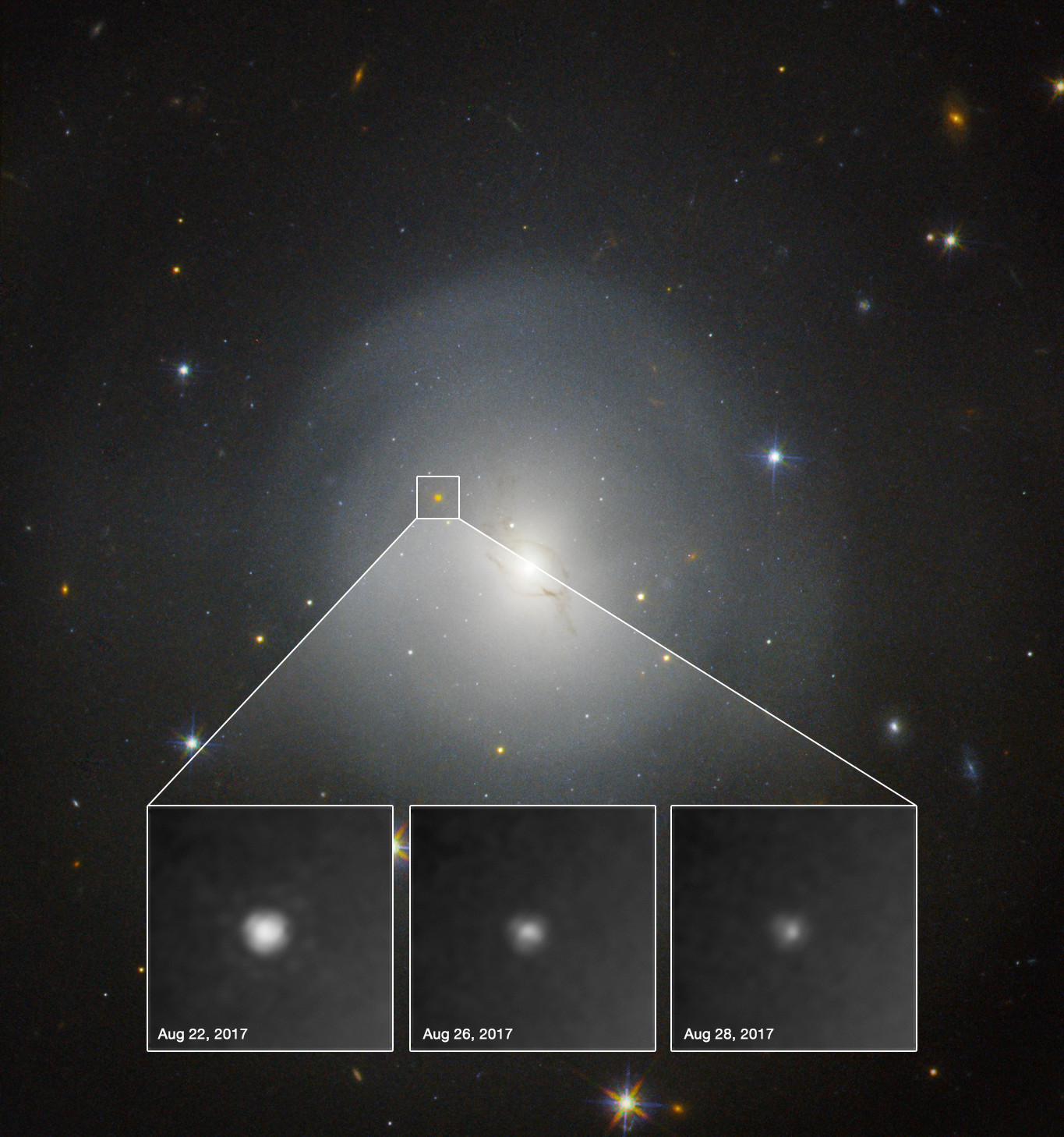
La première kilonova observée par le télescope Hubble.

Le terme kilonova est introduit en 2010 par Metzger et al. pour décrire un pic de luminosité, qui peut atteindre 1 000 fois celui d'une nova classique, d'où l'utilisation du préfixe « kilo », et un à dix pour cent de la brillance d'une supernova.
La première suggestion d'observation d'une kilonova est faite en 2008 à la suite de l'observation du sursaut gamma court GRB 080503 (d). Une autre observation de kilonova est postulée en 2013, cette fois par l'observation du sursaut court GRB 130603B (ja),.
Le 16 octobre 2017, les observatoires LIGO et VIRGO annoncent la première détection simultanée d'ondes gravitationnelles associées à l'événement GW170817, qui seraient liées à une kilonova causée par la fusion d'étoile à neutron,,,. Les chercheurs obervent également une émission de rayons X, qui diminue en intensité pour finir par se stabiliser en 2020.
En octobre 2018, des astronomes font un parallèle entre GRB 150101B (d) et GW170817. Les similarités entre les deux évènements, en ce qui concerne les émissions de rayon gamma, l'optique et les émissions de rayon x, aussi bien que la nature de l'association des galaxies hôtes, sont considérées « frappantes » et cette ressemblance remarquable suggère que ces deux événements séparés et indépendants proviennent de la même collision d'étoiles à neutron et ils peuvent venir d'une classe inconnue jusqu'alors de kilonova transitoire. Donc, selon ces chercheurs, on peut en conclure que les kilonovae sont des évènements plus diversifiés et communs dans l'Univers qu'on le pensait précédemment,,,.
En 2020, des astronomes détectent une kilonova à 5,4 milliards d'années-lumière de la Voie lactée, reliée à GRB 200522A (d). Après une analyse effectuée avec le télescope Hubble, les scientifiques ont détecté que la partie des infrarouges du spectre était 10 fois plus lumineux que ce qui est prévu lors d'une kilonova. Cela pourrait s'expliquer par la création d'un magnétar,.

## Formation
Les étoiles à neutrons représentent environ 0,1 % de la masse stellaire totale d'une galaxie. Cependant, plusieurs d'entre elles se retrouvent au sein de systèmes binaires avec une étoile massive. Si les conditions appropriées sont réunies, à savoir que les étoiles ont une masse suffisante pour engendrer une supernova et que les étoiles sont assez éloignées l'une de l'autre pour éviter une perturbation trop importante du compagnon lors du cataclysme, un système binaire d'étoiles à neutron peut se former.

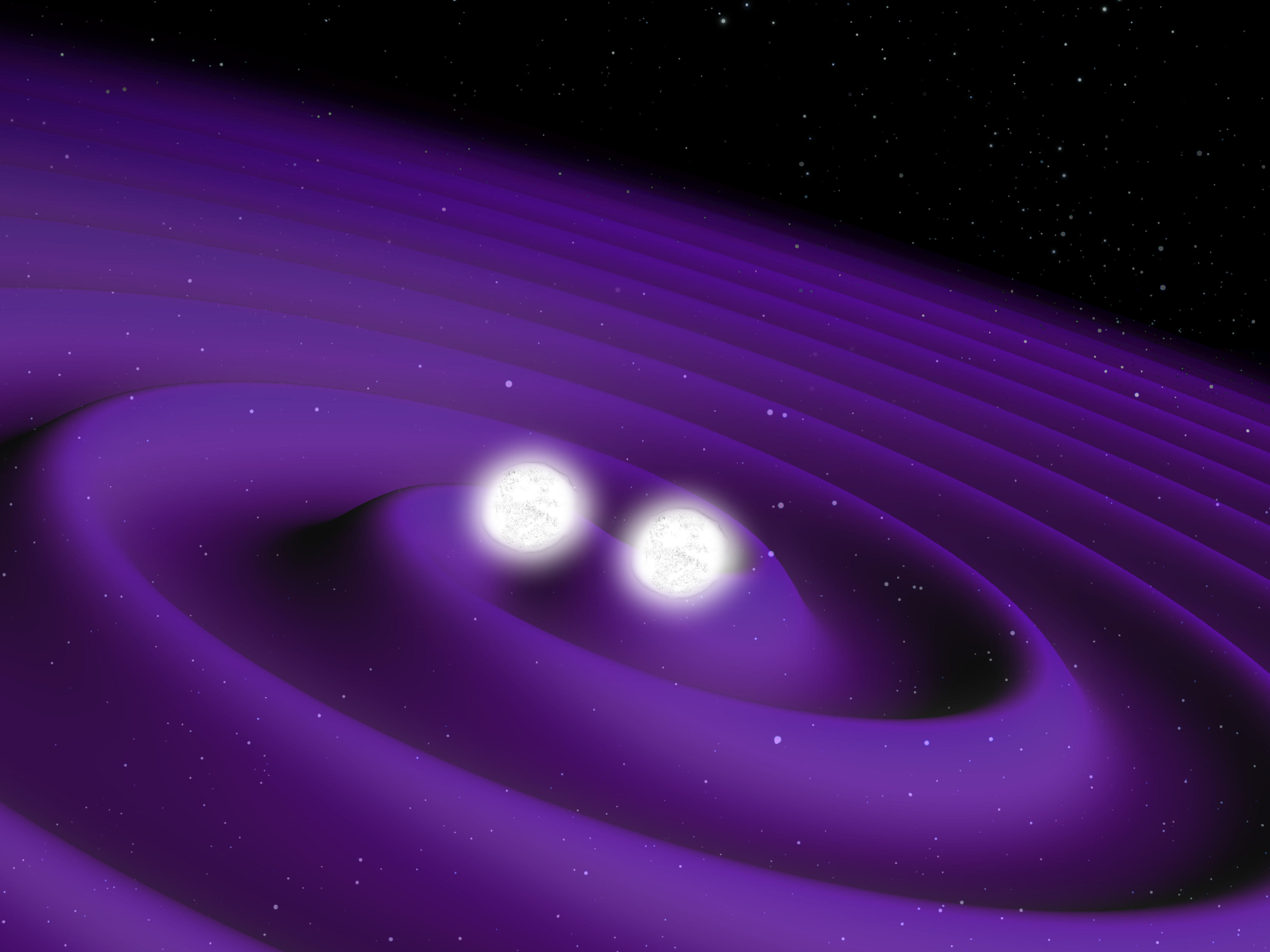
Vue d'artiste de deux étoiles à neutrons en rotation.

Sur plusieurs millions d'années, les deux astres se rapprochent en raison de la perte d'énergie engendrée par l'émission d'ondes gravitationnelles. Un modèle de fusion d'étoiles à neutron est proposé par Li-Xin Li et Bohdan Paczyński en 1998,. Ainsi, on peut, notamment, évaluer le temps avant la collision ({\displaystyle t}) en fonction de la distance entre les deux corps ({\displaystyle r}), de la constante gravitationnelle ({\displaystyle G}), de la vitesse de la lumière ({\displaystyle c}) et de la masse des deux corps ({\displaystyle m_{1}} et {\displaystyle m_{2}}) selon la relation :
Quelques instants avant la collision, le système peut atteindre une fréquence de 60 000 tours par minute. Quant à elle, la fusion ne durerait que quelques millisecondes et dégagerait une quantité phénoménale d'énergie,,,. 
Le rapprochement en spirale et la fusion de ces objets compacts seraient une importante source d'ondes gravitationnelles,. Cela pourrait également créer des progéniteurs (en) de sursauts gamma, et être la source principale dans l'Univers des éléments chimiques les plus lourds, produits par processus r.

## Source d'éléments lourds

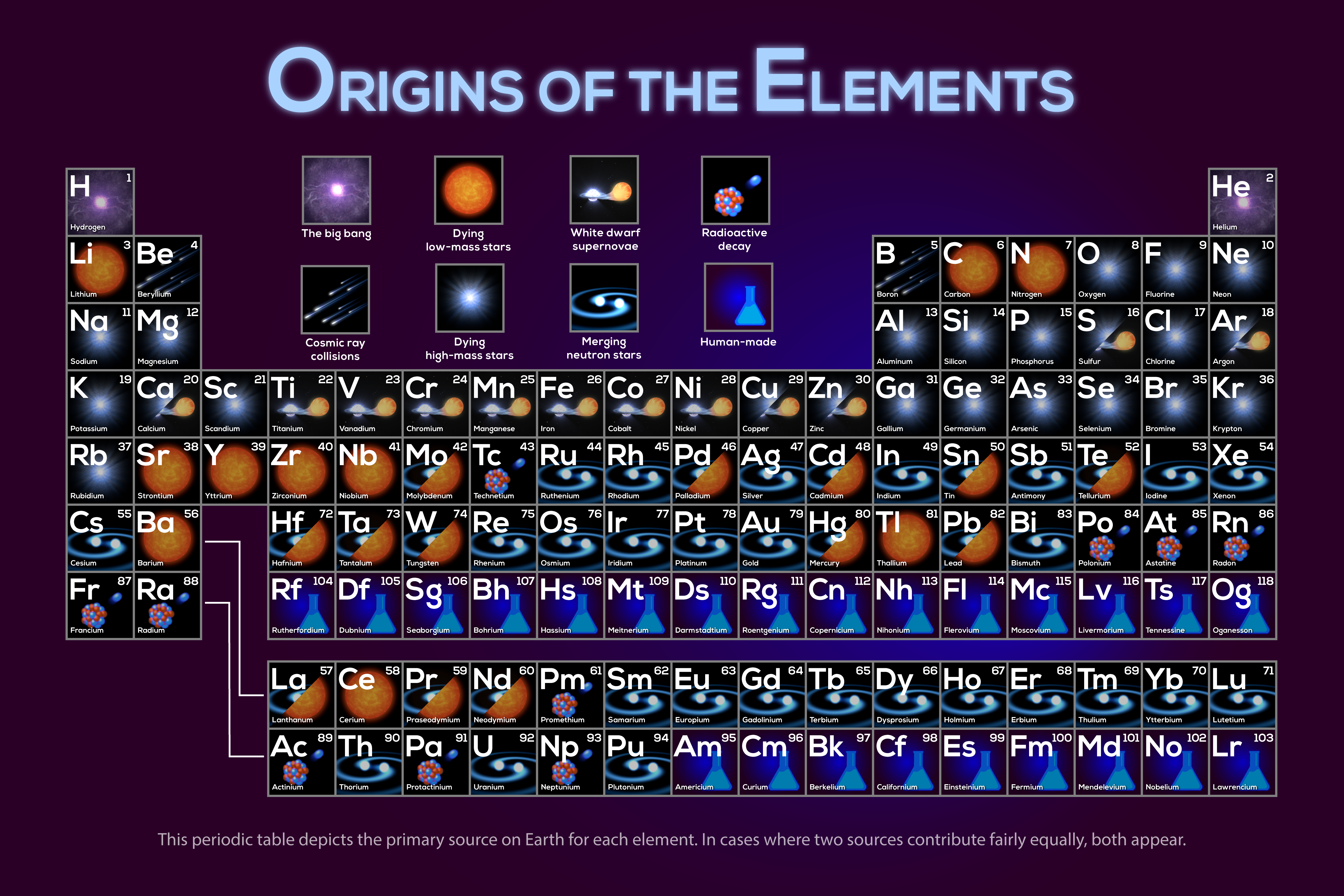